# الاستدامة الجزئية

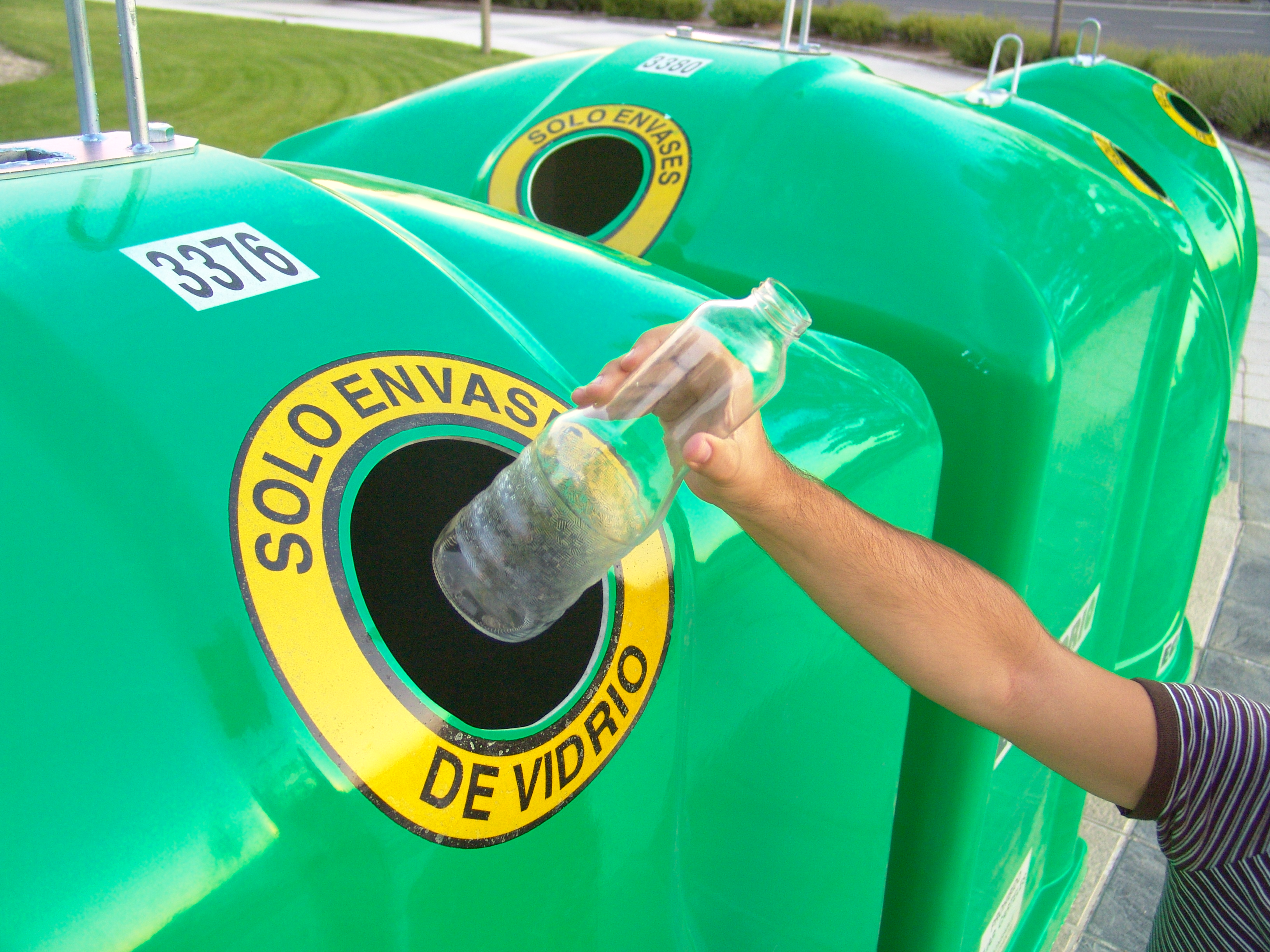
حاويات فرز القمامة

الاستدامة الجزئية تركز على الإجراءات البيئية الصغيرة التي تؤدي مجملاً إلى أثر بيئي كبير وتتركز الاستدامة الجزئية على الجهود الفردية، وتعديل السلوك، وخلق تغييرات في المواقف، مما يؤدي إلى فرد ولاحقاً مجتمع واع بيئيا تشجع الاستدامة الجزئية التغييرات المستدامة من خلال "عوامل التغيير"، والتي يتم تشجيع الأفراد عليها ؛ وبالتالي، تعزيز العمل البيئي الإيجابي داخل مجال نفوذهم تشمل الأمثلة على الاستدامة الجزئية إعادة التدوير وتوفير الطاقة عن طريق إيقاف تشغيل الأنوار غير المستخدمة أو برمجة منظمات الحرارة لاستخدام الطاقة بكفاءة أو تقليل استخدام المياه أو تغيير عادات القيادة أو أنماط استخدام كميات أقل من البنزين أو تعديل عادات الشراء لتقليل الفاقد والاستهلاك.
ينصب التركيز على الإجراءات الفردية، بدلاً من الممارسات التنظيمية. تتمتع هذه الإجراءات الضيقة والصغيرة على مستوى المجتمع بفوائد محلية فورية. إذا تم تقليدها على نطاق واسع، يكون لها تأثير تراكمي أوسع الخطط الباقية واسعة النطاق للاستدامة، المصنفة تحت مصطلح الاستدامة الكلية،يتم معالجتها في معظم الحالات من قبل الحكومات أو الشركات متعددة الجنسيات. انه مكافحة القضايا العالمية بما في ذلك تغير المناخ، والاعتماد على مصادر الطاقة القائمة على النفط.
تركز الشركات في المقام الأول على حالة العمل والعائد على الاستثمار في التغييرات مثل مصدر الطاقة أو طريقة نقل المنتجات أو تصنيعها. تواجه الحكومات هذه القضايا الأكبر من خلال زيادة التنظيم والإعانات والاستثمار في التكنولوجيات الجديدة ومصادر الطاقة.